# Ельбруський район
Ельбруський район — муніципальне утворення у складі Кабардино-Балкарської Республіки.
Адміністративний центр — місто Тирниауз.

## Географія
Ельбруський район розташований в південно-західній частині КБР і межує: на заході — з Зольським районом, на півночі — з Баксанським районом, на сході — з Чегемським районом Кабардино-Балкарії і на півдні — з Грузією. Площа території району складає — 1850,43 км².
Рельєф території району — гірський. Основний земельний масив розташований у високогірній зоні. Через територію району проходять Головний Кавказький хребет і Бічний хребет. На території району знаходиться найвища точка в Європі — гора Ельбрус.

## Історія
28 січня 1935 року згідно з постановою № 92 Президії Кабардино-Балкарського облвиконкому, Балкарський район було розкраяно на чотири нових райони — Хуламо-Безенгієвський, Чегемський, Черецький і Ельбруський.
Указом Президії Верховної Ради СРСР від 08.04. 1944 року, у зв'язку з депортацією балкарського народу в Середню Азію, південна частина Ельбруського району була передана в Верхньо-Сванетський район Грузинської РСР.
В 1944 і 1947 рокахах з Баксанського району в Ельбруський були передані ряд населених пунктів.
В 1957 році з Верхньо-Сванетського району Грузинської РСР у відновлену КБАРСР повернуті раніше відібрані землі.
Скасований Ельбруський район на підставі Постанови Президії Верховної Ради КБАРСР від 20.12. 1962 року. Північна частина району була передана до складу Баксанського району, решта території скасованого району була перетворена в Тирниаузську міську раду.
5 травня 1994 року Парламент КБР Указом № 16 П-П постановив відновити Ельбруський район.

## Населення
Населення — 35 810 осіб.
Національний склад
За даними Всеросійського перепису населення
 2010:
| Народ                 | Чисельність, чол. | Частка від усього населення,% |
| --------------------- | ----------------- | ----------------------------- |
| Балкарці              | 25196             | 69,5 %                        |
| Росіяни               | 5237              | 14,4 %                        |
| Кабардинці ( черкеси) | 3497              | 9,6 %                         |
| Інші                  | 2330              | 6,4 %                         |
| Усього                | 36260             | 100 %                         |

## Економіка
Станом на 1 липня 2004 року на території Ельбруського району розташовано 437 підприємств, організацій, установ та товариств. Сільськогосподарське виробництво представлено в районі трьома підприємствами: МУП «Билим», племрадгосп «Ельбруський» і ЗАТ НП «Кенделен».